# Човекът, който се смее (комикс)
Човекът, който се смее (на английски: Batman: The Man Who Laughs) е американски комикс, написан от Ед Брубейкър и илюстриран от Дъг Манки, издаден през 2005 г. от Ди Си Комикс и замислен като приемник на Батман: Година първа.
Историята разказва за първата среща на Батман и Жокера. Сюжетът е базиран на оригиналното въведение на Жокера в Batman #1 (1940).
Заглавието е препратка към романа на френския писател Виктор Юго Човекът, който се смее, чийто главен герой е едно от първоначалните вдъхновения за Жокера.

## Сюжет
Капитан Джеймс Гордън и други полицаи разследват сграда, пълна с обезобразени трупове; те имат бяла като тебешир кожа, зелена коса, червени устни и усмивки. Батман се появява и обещава да намери убиеца.
След това Брус Уейн е видян на светско събитие да разговаря с другия милионер Хенри Кларидж. От телевизор в съседната стая се чува репортерка, която съобщава, че лудница „Аркам“ отваря отново. Тя внезапно започва да се смее и скоро умира с обезобразено лице, подобно на труповете. След това Жокера се появява пред камерата и обявява, че ще убие Кларидж в полунощ.
Брус напуска партито и като Батман се среща с Гордън в „Аркам“. На стената на килията Жокера е написал: „Един по един те ще чуят моя зов. Тогава този порочен град ще последва падането ми“. След това Гордън разполага полицаи в дома на Кларидж, за да го защити. Кларидж започва да се смее, докато лицето му побелява и устните му се изпъват. Батман влиза през прозореца, но е твърде късно, за да спаси Кларидж. Междувременно по улиците на Готъм Жокера влиза в медицинския център „Уилямс“. След като убива охраната, въоръжава затворниците и ги пуска на свобода. Батман пристига и спира няколко затворници и разкрива съществуването си на хората по улиците.
Докато Брус провежда проучвания в Батпещерата, Жокера отново се появява по телевизията и заплашва да убие Джей У. Уайлд, друг милионер индустриалец. Батман заключава, че Кларидж е убит с освободена във времето отрова и казва на Гордън да направи кръвен тест на Уайлд. Гордън го прави, но нищо не е намерено. Гордън е в имението на Уайлд с други полицаи, когато полицейски хеликоптер се разбива пред имението. След това се появява Жокера и пуска отровни димни бомби в сградата. Жокера застрелва Уайлд с куршум, потопен в неговия токсин, убива го и избягва.
Междувременно Батман разсъждава върху срещата си месеци по-рано с маскиран престъпник, наречен Червената качулка, който пада във вана с токсични отпадъци в завода за преработка на химикали на Ейс. Той стига до заключението, че Червената качулка е обезобразен от химикалите и се е превърнал в Жокера, убил Кларидж и Уайлд, защото са били големи инвеститори в завода. Той се дегизира като репортер и отива в завода, където интервюира няколко работници, единият от които има бели петна по лицето, подобни на кожата на Жокера. Когато го пита за външния му вид, работникът отговаря, че това идва от химическите отпадъци, създадени от растението, които се разливат върху лицето му, и продължава да споменава, че друг работник, който е пъхнал цялата си ръка във вана с отпадъци.
Жокера заплашва да убие съдия Томас Лейк и Брус Уейн. Полицаи са в къщите и на двамата мъже, като Гордън е в къщата на Лейк. Брус започва да се смее и побелява, след като си е дал несмъртоносна доза от токсина, за да може да се измъкне от полицейския арест. Неговият иконом, Алфред Пениуърт, прилага лекарство, за да забави сърдечната му честота, за да забави разпространението на отровата. Междувременно банда въоръжени мъже, облечени като клоуни, навлиза в имота на Лейк, където започва престрелка. Брус халюцинира за нощта, в която родителите му са убити, и разбира, че Жокера възнамерява да отрови водоснабдяването на Готъм като отмъщение за обезобразяването му. Той се събужда, напълно възстановен, в линейка и се преоблича в баткостюма. Хората на Жокера стрелят по линейката, но Батман ги побеждава.
Батман взема полицейски мотоциклет и се свързва с Гордън по радиото. Той казва на Гордън, че Брус Уейн е жив и че е разбрал плана на Жокера. Той казва на Гордън да спре водата в града. Гордън се свързва със станцията за водоснабдяване, но не получава отговор. Сам, Батман се отправя натам, за да спре Жокера да отрови водоснабдяването. Батман се среща с Жокера, който успешно отравя водоснабдяването на града, но Батман, който преди това е оборудвал виадукта с експлозиви, го детонира, предотвратявайки навлизането на отровната вода в града. Батман побеждава Жокера и за кратко обмисля да го пусне в отровната вода, за да отмъсти на жертвите си. Въпреки това, той не може да се накара да го направи и вместо това Жокера е затворен в наскоро отворената лудница „Аркам“.

## Приемственост
Историята се развива непосредствено след събитията, описани в Батман: Година първа.

## Критична реакция
Критичната реакция към Човекът, който се смее е предимно положителна. Хилари Голдстийн от Ай Джи Ен Комикс казва, че на Човекът, който се смее му „липсват плавното темпо и умел диалог като тези в Убийствената шега на Алън Мур, [но] това е достоен спътник на класическата история на Жокера“. Голдстийн добавя: „Погледът на Брубейкър за Жокера се чувства невероятно автентичен“. Голдстийн по-късно класира Човекът, който се смее на 23-то място в списъка на 25-те най-добри графични романа за Батман.
Дон Макферсън от Дъ Форт Рейл смята, че Човекът, който се смее „ограбва част от мистерията на Жокера“, но допълва, че Брубейкър и Манки „улавят смразяващата природа на лудостта и жаждата за кръв на Жокера, да не говорим за интензивността на Батман“. Макферсън по-специално похвалва „колко добре [Брубейкър] съживява Джим Гордън“.

## В България
Комиксът е издаден в България през 2024 г. от Артлайн Студиос в превод на Здравко Генов, като част от изданието Жокера: Омнибус, съдържащ още четири истории.